# Loreen/Diskografie
Diese Diskografie ist eine Übersicht über die musikalischen Werke der schwedischen Popsängerin Loreen. Den Schallplattenauszeichnungen zufolge hat sie bisher mehr als 4,1 Millionen Tonträger verkauft. Ihre erfolgreichste Veröffentlichung ist die Single Tattoo mit über zwei Millionen verkauften Einheiten.

## Alben

### Studioalben
| Jahr | Titel Musiklabel                 | Höchstplatzierung, Gesamtwochen, AuszeichnungChartplatzierungen (Jahr, Titel, Musiklabel, Platzierungen, Wochen, Auszeichnungen, Anmerkungen) | Höchstplatzierung, Gesamtwochen, AuszeichnungChartplatzierungen (Jahr, Titel, Musiklabel, Platzierungen, Wochen, Auszeichnungen, Anmerkungen) | Höchstplatzierung, Gesamtwochen, AuszeichnungChartplatzierungen (Jahr, Titel, Musiklabel, Platzierungen, Wochen, Auszeichnungen, Anmerkungen) | Höchstplatzierung, Gesamtwochen, AuszeichnungChartplatzierungen (Jahr, Titel, Musiklabel, Platzierungen, Wochen, Auszeichnungen, Anmerkungen) | Höchstplatzierung, Gesamtwochen, AuszeichnungChartplatzierungen (Jahr, Titel, Musiklabel, Platzierungen, Wochen, Auszeichnungen, Anmerkungen) | Anmerkungen                                               |
| Jahr | Titel Musiklabel                 | DE | AT | CH | UK | SE | Anmerkungen                                               |
| ---- | -------------------------------- | --- | --- | --- | --- | --- | --------------------------------------------------------- |
| 2012 | Heal Warner Music (WMG)          | DE16 (5 Wo.)DE | AT26 (2 Wo.)AT | CH7 (12 Wo.)CH | UK71 (1 Wo.)UK | SE1 Platin · (19 Wo.)SE | Erstveröffentlichung: 22. Oktober 2012 Verkäufe: + 40.000 |
| 2017 | Ride BMG Rights Management (BMG) | — | — | — | — | SE31 (1 Wo.)SE | Erstveröffentlichung: 24. November 2017                   |

### Kompilationen
| Jahr | Titel Musiklabel            | Anmerkungen                            |
| ---- | --------------------------- | -------------------------------------- |
| 2023 | Playlist Warner Music (WMG) | Erstveröffentlichung: 24. Februar 2023 |

### EPs
| Jahr | Titel Musiklabel                                           | Anmerkungen                             |
| ---- | ---------------------------------------------------------- | --------------------------------------- |
| 2017 | Nude BMG Rights Management (BMG)                           | Erstveröffentlichung: 25. August 2017   |
| 2020 | Så mycket bättre 2020 – Tolkningarna Universal Music (UMG) | Erstveröffentlichung: 19. Dezember 2020 |

## Singles

### Als Leadmusikerin
| Jahr | Titel Album                                           | Höchstplatzierung, Gesamtwochen, AuszeichnungChartplatzierungen (Jahr, Titel, Album, Platzierungen, Wochen, Auszeichnungen, Anmerkungen) | Höchstplatzierung, Gesamtwochen, AuszeichnungChartplatzierungen (Jahr, Titel, Album, Platzierungen, Wochen, Auszeichnungen, Anmerkungen) | Höchstplatzierung, Gesamtwochen, AuszeichnungChartplatzierungen (Jahr, Titel, Album, Platzierungen, Wochen, Auszeichnungen, Anmerkungen) | Höchstplatzierung, Gesamtwochen, AuszeichnungChartplatzierungen (Jahr, Titel, Album, Platzierungen, Wochen, Auszeichnungen, Anmerkungen) | Höchstplatzierung, Gesamtwochen, AuszeichnungChartplatzierungen (Jahr, Titel, Album, Platzierungen, Wochen, Auszeichnungen, Anmerkungen) | Anmerkungen                                                  |
| Jahr | Titel Album                                           | DE | AT | CH | UK | SE | Anmerkungen                                                  |
| --- | ----------------------------------------------------- | --- | --- | --- | --- | --- | ------------------------------------------------------------ |
| 2011 | My Heart Is Refusing Me Heal                          | DE41 (5 Wo.)DE | AT59 (3 Wo.)AT | CH18 (12 Wo.)CH | — | SE9 ×2Doppelplatin · (30 Wo.)SE | Erstveröffentlichung: 27. Februar 2011 Verkäufe: + 80.000    |
| 2011 | Sober Heal                                            | — | — | — | — | SE26 Platin · (5 Wo.)SE | Erstveröffentlichung: 12. September 2011 Verkäufe: + 40.000  |
| 2012 | Euphoria Heal                                         | DE1 ×3Dreifachgold · (39 Wo.)DE | AT1 Platin · (35 Wo.)AT | CH1 ×2Doppelplatin · (39 Wo.)CH | UK3 Platin · (16 Wo.)UK | SE1 ×9Neunfachplatin · (45 Wo.)SE | Erstveröffentlichung: 26. Februar 2012 Verkäufe: + 1.721.760 |
| 2012 | Crying Out Your Name Heal                             | — | — | — | — | SE19 (6 Wo.)SE | Erstveröffentlichung: 8. Oktober 2012                        |
| 2012 | Everytime Heal                                        | — | — | — | — | — | Erstveröffentlichung: 22. Oktober 2012                       |
| 2013 | In My Head Heal                                       | — | — | — | — | — | Erstveröffentlichung: 14. Februar 2013                       |
| 2013 | We Got the Power Heal (2013 Edition)                  | — | — | CH70 (1 Wo.)CH | — | SE52 Gold · (12 Wo.)SE | Erstveröffentlichung: 15. Mai 2013 Verkäufe: + 20.000        |
| 2015 | Paper Light (Higher) Playlist                         | — | — | — | — | SE25 (11 Wo.)SE | Erstveröffentlichung: 9. März 2015                           |
| 2015 | I’m in It with You Playlist                           | — | — | — | — | — | Erstveröffentlichung: 14. August 2015                        |
| 2015 | Under ytan Playlist                                   | — | — | — | — | — | Erstveröffentlichung: 18. Dezember 2015                      |
| 2017 | Statements Playlist                                   | — | — | — | — | SE13 (7 Wo.)SE | Erstveröffentlichung: 25. Februar 2017                       |
| 2017 | Body Nude                                             | — | — | — | — | — | Erstveröffentlichung: 14. Juli 2017                          |
| 2017 | Jungle Nude                                           | — | — | — | — | — | Erstveröffentlichung: 11. August 2017 feat. Elliphant        |
| 2017 | ’71 Charger Ride                                      | — | — | — | — | — | Erstveröffentlichung: 29. September 2017                     |
| 2017 | Hate the Way I Love You Ride                          | — | — | — | — | — | Erstveröffentlichung: 27. Oktober 2017                       |
| 2019 | Walk with Me –                                        | — | — | — | — | — | Erstveröffentlichung: 4. Oktober 2019                        |
| 2020 | Fiction Feels Good –                                  | — | — | — | — | — | Erstveröffentlichung: 29. Februar 2020                       |
| 2021 | Sötvattentårar –                                      | — | — | — | — | — | Erstveröffentlichung: 26. März 2021                          |
| 2022 | Neon Lights –                                         | — | — | — | — | — | Erstveröffentlichung: 13. Mai 2022                           |
| 2023 | Tattoo –                                              | DE7 Gold · (28 Wo.)DE | AT1 (28 Wo.)AT | CH1 Gold · (67 Wo.)CH | UK2 Platin · (15 Wo.)UK | SE1 (44 Wo.)SE | Erstveröffentlichung: 25. Februar 2023 Verkäufe: + 2.033.333 |
| 2023 | Is It Love –                                          | — | — | — | — | SE13 (5 Wo.)SE | Erstveröffentlichung: 13. Oktober 2023 Verkäufe: + 245.000   |
| 2024 | Forever –                                             | — | — | — | — | SE60 (2 Wo.)SE | Erstveröffentlichung: 10. Mai 2024                           |
| 2024 | Warning Signs –                                       | — | — | — | — | — | Erstveröffentlichung: 11. Oktober 2024                       |
| Folgende Lieder erschienen nicht als Single, wurden aber durch das Album zum Download und Streaming bereitgestellt und konnten somit eine Platzierung erlangen: |                                                       | | | | | |                                                              |
| |                                                       | | | | | |                                                              |
| 2020 | Jag är en vampyr Så mycket bättre 2020 – Tolkningarna | — | — | — | — | SE43 (3 Wo.)SE | Charteinstieg: 25. Dezember 2020 Original: Markus Krunegård  |

### Als Gastmusikerin
| Jahr | Titel Album        | Anmerkungen                                                      |
| ---- | ------------------ | ---------------------------------------------------------------- |
| 2005 | The Snake –        | Erstveröffentlichung: 2005 Rob’n’Raz feat. Loreen                |
| 2013 | Requiem Solution – | Erstveröffentlichung: 20. Februar 2013 Kleerup feat. Loreen      |
| 2016 | Get Into It –      | Erstveröffentlichung: 23. September 2016 Boston Bun feat. Loreen |

## Musikvideos
| Jahr | Titel                   | Regie                       |
| ---- | ----------------------- | --------------------------- |
| 2012 | Euphoria                | Marcus Söderlund            |
| 2013 | Heal                    | Robin Kempe-Bergman         |
| 2013 | Requiem Solution        | Charli Ljung, Sahara Widoff |
| 2013 | We Got the Power        | Loreen                      |
| 2013 | My Heart Is Refusing Me | Liza Morberg                |
| 2015 | Paper Light (Revisited) | Charli Ljung                |
| 2015 | I’m in It with You      | Emma Hvengaard              |
| 2017 | Nude                    | Charli Ljung                |
| 2017 | ’71 Charger             | Johan Lindeberg             |
| 2017 | Hate the Way I Love You | Johan Lindeberg             |
| 2017 | Ride                    | Johan Lindeberg             |
| 2022 | Neon Lights             | Charli Ljung                |
| 2023 | Is It Love              | Moncef Henaien              |

## Promoveröffentlichungen
Promo-Singles

| Jahr | Titel Album                                        | Höchstplatzierung, Gesamtwochen, AuszeichnungChartplatzierungen (Jahr, Titel, Album, Platzierungen, Wochen, Auszeichnungen, Anmerkungen) | Höchstplatzierung, Gesamtwochen, AuszeichnungChartplatzierungen (Jahr, Titel, Album, Platzierungen, Wochen, Auszeichnungen, Anmerkungen) | Höchstplatzierung, Gesamtwochen, AuszeichnungChartplatzierungen (Jahr, Titel, Album, Platzierungen, Wochen, Auszeichnungen, Anmerkungen) | Höchstplatzierung, Gesamtwochen, AuszeichnungChartplatzierungen (Jahr, Titel, Album, Platzierungen, Wochen, Auszeichnungen, Anmerkungen) | Höchstplatzierung, Gesamtwochen, AuszeichnungChartplatzierungen (Jahr, Titel, Album, Platzierungen, Wochen, Auszeichnungen, Anmerkungen) | Anmerkungen                                                                                 |
| Jahr | Titel Album                                        | DE | AT | CH | UK | SE | Anmerkungen                                                                                 |
| ---- | -------------------------------------------------- | --- | --- | --- | --- | --- | ------------------------------------------------------------------------------------------- |
| 2020 | Alice Så mycket bättre 2020 – Tolkningarna         | — | — | — | — | SE96 (1 Wo.)SE | Erstveröffentlichung: 5. Dezember 2020 Original: Plura & Popsicle                           |
| 2020 | Du är min man Så mycket bättre 2020 – Tolkningarna | — | — | — | — | SE72 (1 Wo.)SE | Erstveröffentlichung: 12. Dezember 2020 Original: Benny Anderssons Orkester & Helen Sjöholm |

## Sonderveröffentlichungen
| Jahr | Titel Album                                                                | Anmerkungen                                                                              |
| ---- | -------------------------------------------------------------------------- | ---------------------------------------------------------------------------------------- |
| 2005 | Tapper soldat Livet genom en pansarvagnspipa                               | Erstveröffentlichung: 28. Februar 2005 Fronda feat. Loreen                               |
| 2015 | With the World Fire Blue                                                   | Erstveröffentlichung: 6. November 2015 Duvchi feat. Loreen                               |
| 2017 | Somebody to Love (Live) Live från Ebbots ark                               | Erstveröffentlichung: 20. Oktober 2017 Ebbot Lundberg & The Indigo Children feat. Loreen |
| 2020 | Euphoria (Live) Die Helene Fischer Show – Meine schönsten Momente (Vol. 1) | Erstveröffentlichung: 11. Dezember 2020 Helene Fischer feat. Loreen                      |

| Jahr | Titel Album                                            | Anmerkungen |
| ---- | ------------------------------------------------------ | --- |
| 2004 | Ain’t No Mountain High Enough Det bästa från Idol 2004 | Erstveröffentlichung: 11. November 2004 als Teil von Samtliga Finalister Original: Marvin Gaye & Tammi Terrell |
| 2004 | Larger Than Life Det bästa från Idol 2004              | Erstveröffentlichung: 11. November 2004 als Teil von Samtliga Finalister Original: Backstreet Boys             |
| 2004 | Vill ha dig Det bästa från Idol 2004                   | Erstveröffentlichung: 11. November 2004 Original: Freestyle                                                    |
| 2017 | Statements Melodifestivalen 2017                       | Erstveröffentlichung: 27. Februar 2017                                                                         |

## Statistik

### Chartauswertung
|                     | DE    | AT    | CH    | UK    | SE    |
| ------------------- | ----- | ----- | ----- | ----- | ----- |
| Nummer-eins-Alben   | DE—DE | AT—AT | CH—CH | UK—UK | SE1SE |
| Top-10-Alben        | DE—DE | AT—AT | CH1CH | UK—UK | SE1SE |
| Alben in den Charts | DE1DE | AT1AT | CH1CH | UK1UK | SE2SE |

|                       | DE    | AT    | CH    | UK    | SE     |
| --------------------- | ----- | ----- | ----- | ----- | ------ |
| Nummer-eins-Singles   | DE1DE | AT2AT | CH2CH | UK—UK | SE2SE  |
| Top-10-Singles        | DE2DE | AT2AT | CH2CH | UK2UK | SE3SE  |
| Singles in den Charts | DE3DE | AT3AT | CH4CH | UK2UK | SE13SE |

### Auszeichnungen für Musikverkäufe
| Goldene Schallplatte - Belgien - 2012: für die Single Euphoria - 2024: für die Single Is It Love - Italien - 2013: für die Single Euphoria - Polen - 2024: für die Single Is It Love Platin-Schallplatte - Dänemark - 2012: für die Single Euphoria - 2024: für die Single Tattoo - Finnland - 2012: für die Single Euphoria - Frankreich - 2025: für die Single Is It Love - Italien - 2024: für die Single Tattoo - Spanien - 2012: für die Single Euphoria | 2× Platin-Schallplatte - Belgien - 2024: für die Single Tattoo - Brasilien - 2024: für die Single Tattoo - Dänemark - 2012: für das Streaming Euphoria - Griechenland - 2024: für die Single Tattoo - Spanien - 2024: für die Single Tattoo 3× Platin-Schallplatte - Portugal - 2024: für die Single Tattoo 11× Platin-Schallplatte - Norwegen - 2012: für die Single Euphoria Diamantene Schallplatte - Frankreich - 2023: für die Single Tattoo - Polen - 2024: für die Single Tattoo |

Anmerkung: Auszeichnungen in Ländern aus den Charttabellen bzw. Chartboxen sind in ebendiesen zu finden.
| Land/RegionAuszeichnungen für Musikverkäufe (Land/Region, Auszeichnungen, Verkäufe, Quellen) | Gold     | Platin       | Diamant     | Verkäufe  | Quellen                 |
| -------------------------------------------------------------------------------------------- | -------- | ------------ | ----------- | --------- | ----------------------- |
| Belgien (BRMA)                                                                               | 2× Gold2 | 2× Platin2   | —           | 115.000   | ultratop.be             |
| Brasilien (PMB)                                                                              | —        | 2× Platin2   | —           | 80.000    | pro-musicabr.org.br     |
| Dänemark (IFPI)                                                                              | —        | 4× Platin4   | —           | 120.000   | ifpi.dk                 |
| Deutschland (BVMI)                                                                           | 2× Gold2 | Platin1      | —           | 750.000   | musikindustrie.de       |
| Finnland (IFPI)                                                                              | —        | Platin1      | —           | 11.760    | ifpi.fi                 |
| Frankreich (SNEP)                                                                            | —        | Platin1      | Diamant1    | 533.333   | snepmusique.com         |
| Griechenland (IFPI)                                                                          | —        | 2× Platin2   | —           | 40.000    | Einzelnachweise         |
| Italien (FIMI)                                                                               | Gold1    | Platin1      | —           | 115.000   | fimi.it                 |
| Norwegen (IFPI)                                                                              | —        | 11× Platin11 | —           | 110.000   | ifpi.no                 |
| Österreich (IFPI)                                                                            | —        | Platin1      | —           | 30.000    | ifpi.at                 |
| Polen (ZPAV)                                                                                 | Gold1    | —            | Diamant1    | 275.000   | olis.pl                 |
| Portugal (AFP)                                                                               | —        | 3× Platin3   | —           | 30.000    | Einzelnachweise         |
| Schweden (IFPI)                                                                              | Gold1    | 13× Platin13 | —           | 540.000   | sverigetopplistan.se    |
| Schweiz (IFPI)                                                                               | Gold1    | 2× Platin2   | —           | 70.000    | hitparade.ch            |
| Spanien (Promusicae)                                                                         | —        | 3× Platin3   | —           | 160.000   | elportaldemusica.es ES2 |
| Vereinigtes Königreich (BPI)                                                                 | —        | 2× Platin2   | —           | 1.200.000 | bpi.co.uk               |
| Insgesamt                                                                                    | 8× Gold8 | 49× Platin49 | 2× Diamant2 |           |                         |